# La settima notte di Veneruso
La settima notte di Veneruso è una raccolta di racconti di Diego Lama del 2018 con protagonista il commissario Veneruso pubblicata ne Il Giallo Mondadori.

## Trama
Napoli 1884, durante gli anni del colera.

In questa raccolta di racconti, Veneruso, commissario capo della polizia del Regno, risolve sette casi in sette giorni, dal lunedì alla domenica: un vecchio avvocato accoltellato in una casa abitata da tre sorelle, una scienziata uccisa, forse, dalla sua serva, una donna impiccata nelle campagne del Vomero, un'ex prostituta avvelenata nella residenza di un conte, un marinaio scuoiato e una nave carica di misteri, uno scrittore strangolato in un lupanare. 

Nei brevi interludi notturni il commissario ripensa a ciò che è accaduto nel corso della giornata e, in queste ore d'insonnia, notte dopo notte, va preparandosi una nuova vicenda che concluderà la settimana.

## Struttura
Lunedì - Le sorelle Corcione

Martedì - Tre cose

Mercoledì - L'impiccata

Giovedì - La signora Silvana

Venerdì - Veneruso e lo scuoiato

Sabato - Zezolla

Domenica - La serenata

## Edizione
- Diego Lama, La settima notte di Veneruso, Milano, Mondadori, 2018. ISBN 978-88-520-8872-8